# Nobelio
El nobelio es un elemento sintético de la tabla periódica cuyo símbolo es No y su número atómico es 102, llamado así en honor del inventor Alfred Nobel. Es el 11.er elemento sintético de la tabla periódica. Su decaimiento se realiza por emisión de partículas alfa, es decir, un ion de helio doblemente cargado. Hasta la fecha solo se han producido cantidades atómicas del elemento. El nobelio es el décimo elemento más pesado que el uranio producido sintéticamente y el 14.º miembro de los actínidos.
Fue identificado por primera vez en forma correcta en 1966 por científicos del Laboratorio Fliórov de Reacciones Nucleares en Dubná, Rusia. Se sabe muy poco sobre este elemento, pero los escasos experimentos químicos que se han llevado a cabo han permitido establecer que el mismo forma un ion bivalente estable en solución como también el ion trivalente predicho asociado con su pertenencia al grupo de los actínidos.

## Descubrimiento

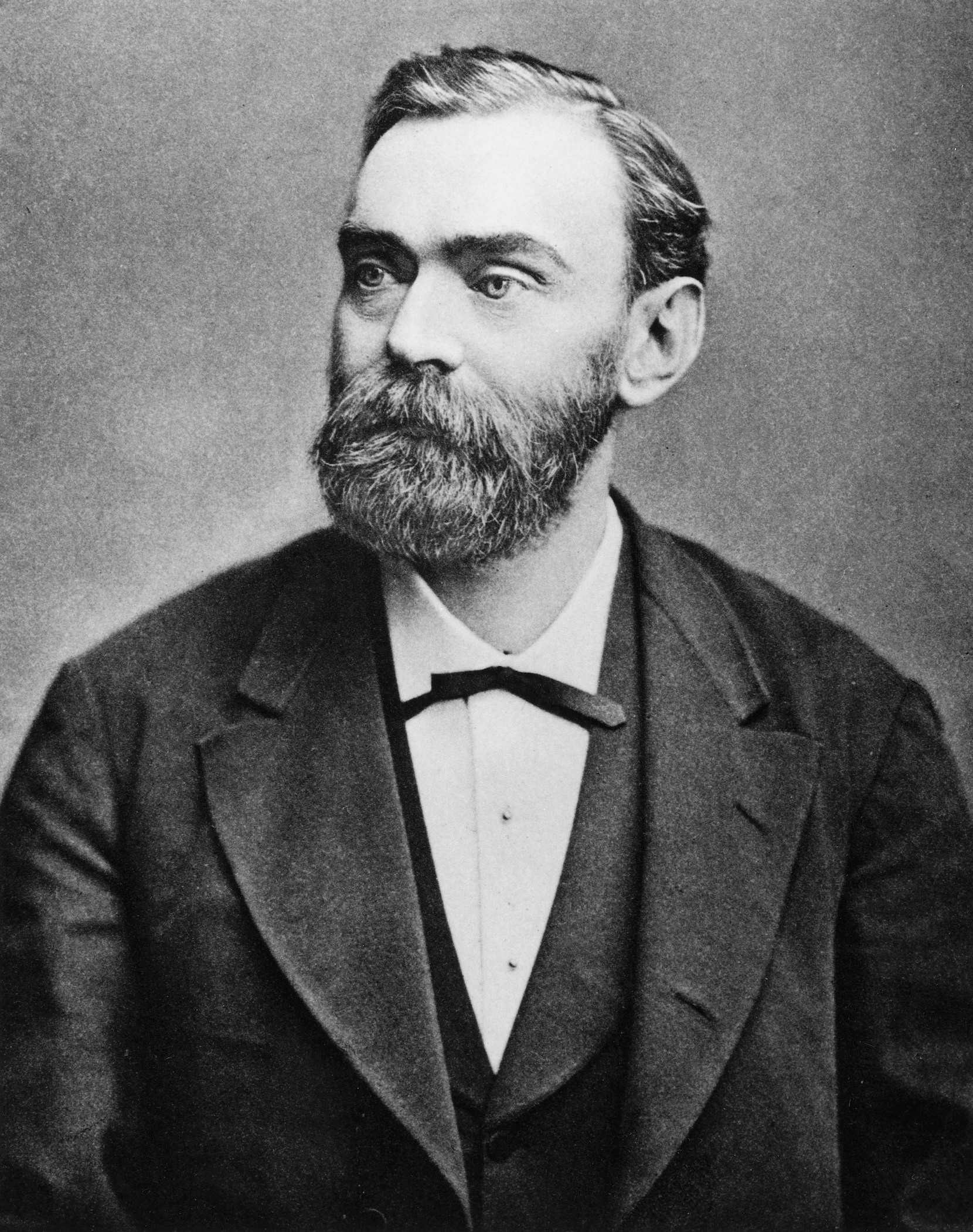
El elemento recibió el nombre de Alfred Nobel.

El descubrimiento del elemento 102 fue un proceso complicado y fue reclamado por grupos de Suecia, los Estados Unidos y la Unión Soviética. El primer informe completo e incontrovertible de su detección no llegó hasta 1966 de la mano del Instituto Conjunto de Investigación Nuclear de Dubna (entonces en la Unión Soviética).
El primer anuncio del descubrimiento del elemento 102 fue anunciado por los físicos del Instituto Nobel en Suecia en 1957. El equipo informó de que habían bombardeado un blanco de curio con iones de carbono-13 durante veinticinco horas en intervalos de media hora. Entre bombardeos, se realizaron pruebas químicas de intercambio de iones en el blanco. Doce de los cincuenta bombardeos contenían muestras que emitían (8.5 ± 0.1) MeV partículas alfas, que estaban en gotas que eluyeron antes que fermio (número atómico Z = 100) y californio (Z = 98). La vida media informada fue de 10 minutos y se asignó a 251102 o 253102, aunque la posibilidad de que las partículas alfa observadas provinieran presumiblemente del mendelevio (Z = 101) isótopo de corta duración creado a partir de la captura de electrones del elemento 102 no fue excluido. El equipo propuso el nombre nobelium (No) para el nuevo elemento, lo cual fue inmediatamente aprobado por IUPAC, una decisión que el grupo de Dubna caracterizó en 1968 como apresurada.
En 1959, el equipo sueco intentó explicar la incapacidad del equipo de Berkeley para detectar el elemento 102 en 1958, manteniendo que lo descubrieron. Sin embargo, trabajos posteriores han demostrado que no existen isótopos de nobelio más ligeros que 259No (no se podrían haber producido isótopos más pesados en los experimentos suecos) con una vida media de más de 3 minutos, y que el equipo sueco los resultados son más probables del torio-225, que tiene una vida media de 8 minutos y sufre rápidamente una desintegración alfa triple a polonio-213, que tiene una energía de desintegración de 8. 53612 MeV. Esta hipótesis se ve reforzada por el hecho de que el torio-225 se puede producir fácilmente en la reacción utilizada y no se separaría por los métodos químicos utilizados. Trabajos posteriores sobre el nobelio también mostraron que el estado divalente es más estable que el trivalente y, por lo tanto, las muestras que emiten partículas alfa no podrían haber contenido nobelio, ya que el nobelio divalente no habría eluido con los otros actínidos trivalentes. Por lo tanto, el equipo sueco luego se retractó de su afirmación y asoció la actividad a los efectos de fondo.
Más tarde, el trabajo de Dubna de 1963 confirmó que 254102 podría producirse en esta reacción, pero que su vida media era en realidad de 50±10 s. En 1967, el equipo de Berkeley intentó defender su trabajo, afirmando que el isótopo encontrado era de hecho 250Fm, pero el isótopo con el que realmente se relacionaban las mediciones de la vida media era el californio-244,  nieta de 252102, producido a partir del más abundante curio-244. Luego, las diferencias de energía se atribuyeron a "problemas de resolución y deriva", aunque estos no se habían informado anteriormente y también deberían haber influido en otros resultados. Los experimentos de 1977 mostraron que 252102 tenía una vida media de 2,3 segundos. Sin embargo, el trabajo de 1973 también mostró que el retroceso de 250Fm también podría haberse producido fácilmente a partir de la transición isomérica de 250mFm (vida media 1,8 s ) que también podría haberse formado en la reacción con la energía utilizada. Dado esto, es probable que en realidad no se haya producido nobelio en este experimento.
En 1959, el equipo continuó sus estudios y afirmó que podían producir un isótopo que se descomponía predominantemente por emisión de una partícula alfa de 8,3 MeV, con una vida media de 3 s con un 30 % asociado fisión espontánea rama. La actividad se asignó inicialmente a 254102, pero luego se cambió a 252102. Sin embargo, también señalaron que no era seguro que se hubiera producido nobelio debido a las difíciles condiciones. El equipo de Berkeley decidió adoptar el nombre propuesto por el equipo sueco, "nobelio", para el elemento.
curio244 + carbono12 → nobelio256* → nobelio252 + 4 neutrón
Mientras tanto, en Dubna, se llevaron a cabo experimentos en 1958 y 1960 con el objetivo de sintetizar también el elemento 102. El primer experimento de 1958 bombardeó plutonio-239 y -241 con iones de oxígeno-16s. Se observaron algunas desintegraciones alfa con energías de poco más de 8,5 MeV, y se asignaron a 251 252 253102, aunque el equipo escribió que la formación de isótopos a partir de plomo o bismuto impurezas (que no produciría nobelio) no podía descartarse. Si bien experimentos posteriores de 1958 señalaron que se podrían producir nuevos isótopos a partir de impurezas de mercurio, talio, plomo o bismuto, los científicos mantuvieron su conclusión de que el elemento 102 podría producirse a partir de este reacción, mencionando una vida media de menos de 30 segundos y una energía de decaimiento de (8.8 ± 0.5) MeV. Los experimentos posteriores de 1960 demostraron que se trataba de efectos de fondo. Los experimentos de 1967 también redujeron la energía de desintegración a (8,6 ± 0,4) MeV, pero ambos valores son demasiado altos para posiblemente coincidir con los de 253No o 254 No. El equipo de Dubna declaró más tarde en 1970 y nuevamente en 1987 que estos resultados no eran concluyentes.
En 1961, los científicos de Berkeley afirmaron el descubrimiento del elemento 103 en la reacción del californio con el boro y los iones de carbono. Afirmaron la producción del isótopo 257103, y también afirmaron haber sintetizado un isótopo de descomposición alfa del elemento 102 que tenía una vida media de 15 s y una energía de descomposición alfa de 8,2 MeV. Asignaron esto a 255102 sin dar una razón para la asignación. Los valores no concuerdan con los que ahora se conocen para 255No, aunque sí concuerdan con los que ahora se conocen para 257No, y aunque este isótopo probablemente jugó un papel en este experimento , su descubrimiento no fue concluyente.
El trabajo en el elemento 102 también continuó en Dubna, y en 1964, se llevaron a cabo experimentos para detectar hijas de desintegración alfa de los isótopos del elemento 102 mediante la síntesis del elemento 102 a partir de la reacción de un objetivo de uranio-238 con neón iones. Los productos se transportaron a lo largo de una lámina colectora de plata y se purificaron químicamente, y se detectaron los isótopos 250Fm y 252Fm. El rendimiento de 252Fm se interpretó como evidencia de que su padre 256102 también se sintetizó: ya que se señaló que también se podría producir 252Fm directamente en esta reacción por la emisión simultánea de una partícula alfa con el exceso de neutrones, se tomaron medidas para garantizar que 252Fm no pudiera ir directamente a la lámina receptora. La vida media detectada para 256102 fue de 8 s, que es mucho más alta que el valor más moderno de 1967 de (3,2 ± 0,2) s. Se realizaron más experimentos en 1966 para 254102, usando las reacciones 243Am(15N,4n)254102 y 238U(22Ne,6n)254102, encontrando una vida media de (50 ± 10) s: en ese momento no se entendía la discrepancia entre este valor y el valor anterior de Berkeley, aunque trabajos posteriores demostraron que la formación del isómero 250mFm era menos probable en los experimentos de Dubna que en los de Berkeley. En retrospectiva, los resultados de Dubna en 254102 probablemente fueron correctos y ahora pueden considerarse una detección concluyente del elemento 102.
En 1966 se publicó un experimento más muy convincente de Dubna, nuevamente usando las mismas dos reacciones, que concluyó que 254102 tenía una vida media mucho más larga que los 3 segundos afirmados por Berkeley. Trabajos posteriores en 1967 en Berkeley y 1971 en el Laboratorio Nacional de Oak Ridge confirmaron por completo el descubrimiento del elemento 102 y aclararon observaciones anteriores. En diciembre de 1966, el grupo de Berkeley repitió los experimentos de Dubna y los confirmó por completo, y usó estos datos para finalmente asignar correctamente los isótopos que habían sintetizado previamente pero que aún no podían identificar en ese momento y, por lo tanto, afirmaron haber descubierto el nobelio entre 1958 y 1961.
uranio 238 + neón22 → nobelio260* → nobelio254 + 6 neutrón
En 1969, el equipo de Dubna llevó a cabo experimentos químicos con el elemento 102 y concluyó que se comportaba como el homólogo más pesado del iterbio. Los científicos rusos propusieron el nombre joliotium (Jo) para el nuevo elemento en honor a Irène Joliot-Curie, que había muerto recientemente, creando una controversia sobre el nombre del elemento que no se resolvería. durante varias décadas, que cada grupo utiliza sus propios nombres propuestos.
En 1992, el IUPAC-IUPAP Transfermium Working Group (TWG) revaluó las afirmaciones de descubrimiento y concluyó que solo el trabajo de Dubna de 1966 detectó y asignó correctamente desintegraciones a núcleos con número atómico 102 en ese momento. Por lo tanto, el equipo de Dubna es reconocido oficialmente como los descubridores del nobelio, aunque es posible que se haya detectado en Berkeley en 1959. Esta decisión fue criticada por Berkeley al año siguiente, llamando a la reapertura de los casos de los elementos 101 a 103 una "pérdida de tiempo inútil", mientras que Dubna estuvo de acuerdo con la decisión de la IUPAC.
En 1994, como parte de un intento de resolución de la controversia sobre los nombres de los elementos, la IUPAC ratificó los nombres de los elementos 101–109. Para el elemento 102, ratificó el nombre nobelium (No) sobre la base de que se había arraigado en la literatura en el transcurso de 30 años y que Alfred Nobel debería ser conmemorado de esta manera. Debido a las protestas por los nombres de 1994, que en su mayoría no respetaron las elecciones de los descubridores , siguió un período de comentarios, y en 1995 la IUPAC nombró al elemento 102 flerovium (Fl) como parte de una nueva propuesta, en honor a Georgy Flyorov o su epónimo Flerov Laboratory of Nuclear Reactions. Esta propuesta tampoco fue aceptada, y en 1997 se restableció el nombre nobelio. Hoy en día el nombre flerovio, con el mismo símbolo, se refiere al elemento 114.